# بی‌تفاوت‌ها (مجموعه تلویزیونی)
بی‌تفاوت‌ها (ایتالیایی: Gli indifferenti) که در بریتانیا با نام دوران بی‌تفاوتی (انگلیسی: A Time of Indifference) پخش شد، یک مینی‌سریال درام ایتالیایی است که در سال ۱۹۸۸ منتشر شد. این مجموعه تلویزیونی بر پایهٔ رمان بی‌تفاوت‌ها اثرِ آلبرتو موراویا ساخته شد.

## گزیدهٔ بازیگران
- لائورا آنتونلی
- لیو اولمان
- ایزابل پاسکو
- پیتر فوندا
- آنی بل
- لوچانو مارین
- ریکاردو سالوینو
- سوفی وارد